# Kamaritschi
Kamaritschi (russisch Камаричи) ist ein Ort im Osten des Rajons Osjorsk in der russischen Oblast Kaliningrad. Der Ort gehört zur kommunalen Selbstverwaltungseinheit Munizipalkreis Osjorsk.
Amtlich eingerichtet wurde der Ort im Jahr 1997. Er befindet sich vermutlich an der Regionalstraße 27A-011 in der Nähe des untergegangenen Ortes Komaritschi. 